# Sybrandt Cardinael
Sybrandt Hansz. Cardinael, auch Sybrant Hanssen, (* 1578 in Harlingen; † 1647 in Amsterdam) war ein niederländischer Mathematiker (Rechenmeister) und Landvermesser in Amsterdam.

## Leben
Cardinael war Mitglied der Mennonitengemeinde. 1605 ließ er sich in der Nieuwe Nieuwstraat in Amsterdam nieder, wo sein späterer Schwiegervater eine Rechenschule hatte. Er heiratete 1607 Levijntje Panten, mit der er sechs Töchter hatte. Cardinael unterrichtete Arithmetik, Geometrie, Navigation, Fassmessung, Astronomie, Landvermessung und Buchhaltung in einer von ihm geleiteten Rechenschule. 1614 erschien sein Geometriebuch, das seinen guten Ruf als Mathematiker begründete. Es behandelte eine Vielzahl von Themen und wurde ins Deutsche (von Sebastian Kurtz 1617) und Englische übersetzt (von Thomas Rudd 1650). Er wurde 1617 von der Admiralität zur Beurteilung der Lösungen des Längengradproblems hinzugezogen und wurde Lehrer an der Akademie von Samuel Coster, einem Vorläufer des Athenaeums Illustre, allerdings schon ein Jahr später entlassen, da nur reformierte und keine mennonitischen Lehrer erwünscht waren.
Er war entgegen den Hauptströmungen der Zeit gegen eine Verwendung algebraischer Methoden in der Geometrie. In seinem Geometrie-Lehrbuch finden sich auch Neuerungen wie der Satz von Stewart (Frage 33, 34) und er fand elegante Konstruktionen in Frage 97 (Konstruktion eines Sehnenvierecks) und 92 (Aufteilung eines Dreiecks in zwei flächengleiche Teile, wobei die Teilungs-Linie durch einen gegebenen Punkt geht). Er veröffentlichte auch konventionelle Rechen-Lehrbücher und eine Reihe von Schulbüchern und bezog Stellung gegen das heliozentrische Weltbild von Nikolaus Kopernikus in einem Buch von 1635. Darin zeigte sich wie in seiner Ablehnung der Algebra seine konservative Grundhaltung.
Er war in Friesland als Landvermesser zugelassen. In einem Gedicht von Joost van den Vondel nennt dieser ihn den friesischen Euklid.

## Schriften
- Hondert geometrische questien met hare solutien (als Teil von: Johan Sems u. a., Pracktijck des landmetens, Amsterdam, W.J. Blaeu, 1614.)
  - Deutsche Übersetzung von Sebastian Curtius: Tractatus geometricus, darinen hundert schöne auserlesene liebliche Kunst quaestiones ... von ... : Sybrand Hanss ... beschrieben ... in Hochteutsch transferiert durch Sebastianum Curtium .., Amsterdam, 1617
  - Englische Übersetzung von Thomas Rudd 1650
- Mathematische Ofte Wisconstige bewijs-redenen, waer mede bevvesen vvort, dat de Aerdcloot stil staet, en de sonne daghelijcx sijnen loop doet : teghens het ghevoelen van N. Copernicus door Sybrand Hansz Cardinael, Amsterdam: Corn. Gerritsz van Breugel, voor Sal. Savery, 1635.
- Arithmetica ofte reeckenkonst door Sybrant Hansz Cardinael, Haarlem: Hans Passchiers van Wesbusch 1639, Amsterdam: Everh. Cloppenburgh 1644
- Tafel om door behulp van dien seer lichtelijcke te bereekenen hoe veel dat eenighe partije van quarteelen traen, met de minder gedeelte (als de stee-kannen ende mingelen) in gelt bedraghen; so door additie, als multiplicatie door Sybrandt Hansz Cardinael, Amsterdam: Pieter en Karel van Rychoren, 1704.
- Astronomia, als Manuskript von 1644 (verfasst von Mouwerits Verdonck) im Boerhaave-Museum in Leiden
- Het eerste schoolboeck van Mr. Sybrand Hansz. Cardinaels Arithmetica, 1639, 1644
- Het derde School-Boeck door Sybrand Hansz Cardinael, Amsterdam, J.J. Bouman, 1647.
- Het tweede School-Boeck door Sibrand Hansz Cardinael, Amsterdam, J.J. Bouman, 1648.